# Isko Moreno
Francisco Moreno Domagoso, meglio noto come Isko Moreno (Tondo, 24 ottobre 1974), è un politico e attore filippino, sindaco di Manila dal 2019 al 2022.
Lanciato nell'industria dello spettacolo da Germán Moreno, guadagnò inizialmente notorietà come attore e idolo matinée negli anni novanta apparendo in diversi progetti televisivi e cinematografici. Nel 1998 iniziò quindi la propria carriera politica, dapprima come 
consigliere comunale della città natia di Manila e poi come vicesindaco di Alfredo Lim e Joseph Estrada tra il 2007 e il 2016. Dopo aver tentato invano l'ingresso al Senato alle elezioni del 2016, nel 2019 venne eletto sindaco di Manila grazie alla vittoria sullo stesso Estrada.

## Biografia
Unico figlio di Joaquín Domagoso, scaricatore di porto originario della provincia di Antique, e Rosario Moreno (1946–2020), proveniente invece dalla provincia di Northern Samar, nasce a Manila nel quartiere disagiato di Tondo. Cresce tra le baraccopoli in un contesto di povertà estrema, dovendo scavare tra i rifiuti della città per trovare e rivendere materiali da recupero.

### Carriera da attore
Nel 1993, durante i preparativi per un rito funebre a Tondo, è individuato dal talent scout Wowie Roxas che gli consiglia l'ingresso nell'industria dello spettacolo. Tenta quindi un provino per il celebre varietà televisivo That's Entertainment, creato da Germán Moreno, entrando poi a farne parte a partire da quello stesso anno con il nome di Isko Moreno. Il sentimento di affetto e di stima reciproca andatosi a formare con il noto Kuya Germs li accompagnerà sino alla morte di Moreno, avvenuta nel 2016.
Durante la sua permanenza nel programma riesce a farsi notare per la sua spigliatezza, diventando in breve tempo uno dei giovani più apprezzati dello show. Sempre nel 1993 compie il suo debutto cinematografico con una breve comparsa nel film sentimentale May minamahal, con protagonisti Aga Muhlach e Aiko Melendez, mentre l'anno seguente affianca Claudine Barretto in Muntik na kitang minahal. Più tardi si cimenta in generi differenti e nella seconda metà degli anni novanta appare anche in pellicole erotiche, che in quel periodo godevano di popolarità nell'industria cinematografica del Paese.  

### Carriera politica
Inizia la propria carriera politica nel 1998 venendo eletto consigliere comunale di Manila e ricoprendo tale carica per tre mandati.
Successivamente, nell'ottica di una preparazione ad un futuro come politico, studia legge e finanza presso l'Università delle Filippine Diliman e quindi pubblica amministrazione all'Università della Città di Manila. Nelle elezioni del 2007 viene eletto vicesindaco di Manila per il partito Asenso Manileño, mentre per la carica di primo cittadino è il liberale Alfredo Lim (già Sindaco della capitale negli anni novanta) a trionfare.
Il 22 settembre 2021 annuncia formalmente la propria candidatura alle presidenziali del 2022, selezionando come suo vice il medico Willie Ong: è il terzo a ufficializzare la sua corsa alla massima carica politica, dopo i senatori Panfilo Lacson e Manny Pacquiao.